# إسبلوغيس دي يوبريغات
إسبلوغيس دي يوبريغات (تنطق بالكتالانية: [əsˈpluɣəz ðə ʎuβɾəˈɣat]) هي بلدية تقع ضمن منطقة العاصمة برشلونة. كانت سابقًا جزءًا من مقاطعة بارسلونيس، ولكن منذ عام 1990 أصبحت تابعة لمنطقة باجو يوبريغات. شهدت إسبلوغيس خلال العقود الأخيرة تحولًا من مدينة صناعية بالدرجة الأولى إلى منطقة خدمات أكثر تنوعًا، مع حفاظها على هويتها الثقافية والتاريخية.
تُعرف المدينة بحيها القديم المميز، الذي يُعد الوحيد من نوعه في منطقة باجو يوبريغات لما يتمتع به من طابع شاعري ورومانسي. يعبر شارع مونتسيرات المتعرج المجمع المعماري الواسع الذي بناه النحات خافيير كوربيرو بين عامي 1968 و2017. كما تحتضن المدينة قصر "كان كورطادا"، الذي كان منزل البارون مالدا، مؤلف كتاب "كالاكس دي سستري"، أحد أبرز الأعمال الأدبية الكتالانية في أواخر القرن الثامن عشر.
تتمتع إسبلوغيس أيضًا بمساحات طبيعية ملحوظة تضم حدائق ومتنزهات مثل "منتزه التضامن"، و"منتزه تورينتس"، و"منتزه كان فيداليت". ومن جبل "سانت بيره مارتي"، يمكن الاستمتاع بإطلالة بانورامية خلابة على المدينة بأكملها.
تحتضن المدينة المدرسة الألمانية في برشلونة والمدرسة الأمريكية في برشلونة، ما يجذب العائلات الثرية من المغتربين. وبسبب قربها من ملعب كامب نو، يقيم في إسبلوغيس العديد من نجوم كرة القدم مثل جيرارد بيكيه، وأندريس إنييستا، وداني ألفيس، بالإضافة إلى متسابق الدراجات النارية سيتي جيبرناو، ولاعبة التنس المصنفة أولى عالميًا سابقًا أرانتشا سانتشيز، وشخصيات أخرى من عالم الفن والإعلام الإسباني.

## توأمة
لإسبلوغيس دي يوبريغات اتفاقيات توأمة مع كل من:
- ماكايل
- آرينسبورغ

## أعلام
- ناتاليا أرويو
- داني تورتولرو
- أوسكار خاينادا
- أليكس لوركا
- خافيير أوروتيكويتشيا
- فيكتور رويز